# Tanjung Mbelang
Tanjung Mbelang is een bestuurslaag in het regentschap Karo van de provincie Noord-Sumatra, Indonesië. Tanjung Mbelang telt 879 inwoners (volkstelling 2010).